# بوبي واشنطن
بوبي واشنطن (11 يوليو 1947 بليكسينغتون في الولايات المتحدة - ) (بالإنجليزية: Bobby Washington)‏ هو مدرب كرة سلة ولاعب كرة سلة أمريكي في مركز هجوم خلفي.

## وصلات خارجية
- بوبي واشنطن على موقع إن بي أي (الإنجليزية)
- بوبي واشنطن على موقع سبورتس رفرنس (الإنجليزية)
- بوبي واشنطن على موقع كلية كرة السلة في سبورتس رفرنس.كوم (الإنجليزية)
- بوبي واشنطن على موقع ريلجم (الإنجليزية)
- بوبي واشنطن على موقع بروبوليرز (الإنجليزية)